# Ornithorhynchus maximus
Espèce
Ornithorhynchus maximus est une espèce d’ornithorynque d'Australie, qui a vécu du Pliocène supérieur au Pléistocène supérieur.

## Débat
Quelques scientifiques pensent que O. maximus était un échidné aquatique, alors que d’autres pensent qu’il aurait plutôt été un ornithorynque.